# Grallipeza acutivitta
Grallipeza acutivitta är en tvåvingeart som först beskrevs av Friedrich Georg Hendel 1936.  Grallipeza acutivitta ingår i släktet Grallipeza och familjen skridflugor. Inga underarter finns listade i Catalogue of Life.